# Castel Bolognese
Castel Bolognese là một đô thị ở tỉnh Ravenna trong vùng Emilia-Romagna, tọa lạc khoảng 40 km về phía đông nam của Bologna và khoảng 35 km về phía tây nam của Ravenna. Dân số năm 2006 là 9025 người.
Castel Bolognese giáp các đô thị sau: Faenza, Imola, Riolo Terme, Solarolo.

## Các công trình nổi bật
- Lâu đài được xây năm 1389 và bị Cesare Borgia phá hủy năm 1501 cùng với tường thành. Nhà thờ sau này được các lực lượng Papal cho xây năm 1504. Ngày nay chỉ còn lại bức tường thành và tháp còn tồn tại.
- Nhà thờ San Sebastiano (1506).
- Nhà thờ San Francesco (thế kỷ 18).
- Bảo tàng.

## Thành phố kết nghĩa
- Abtsgmünd, Đức